# Magnus Nordquist
Magnus Nordquist, född 24 november 1890 i Sköns församling, död 29 september 1968, var en svensk jägmästare och skogschef.
Nordquist tog civiljägmästarexamen vid Skogsinstitutet 1914. Han invaldes 1947 som ledamot av Ingenjörsvetenskapsakademien och blev 1952 ledamot av Lantbruksakademien.